# Институт философии и права СО РАН
Институ́т филосо́фии и пра́ва СО РАН (ИФПР СО РАН) — научно-исследовательское учреждение Сибирского отделения РАН, ведущее исследования в областях философии и юриспруденции.

## История
Своё начало Институт связывает с отделом философии Института истории, филологии и философии (ИИФФ) СО АН СССР, созданного в 1966 году.
В 1991—1997 годах директором ИФПР был член-корреспондент РАН В. И. Бойко, в 1997—2017 гг. — доктор философских наук, профессор В. В. Целищев. С 2017 года — доктор философских наук, профессор РАН, профессор Марина Николаевна Вольф.

## Структура института
Институт состоит из трех отделов:
- Отдел философии (заведующий отделом — д. филос. н., в. н. с. Берестов Игорь Владимирович);
- Отдел социальных и правовых исследований (заведующий отделом — д. пед. н., вед. н. с. Абрамова Мария Алексеевна);
- Отдел подготовки кадров в аспирантуре (И. О. заведующего отделом — к. филос. н. Хлебалин Александр Валерьевич).

## Научные издания
- Научное периодическое издание «Философия науки» — издаётся с августа 1995 года, учредители: Сибирское отделение РАН, Институт философии и права СО РАН[9].
- Всероссийский научный журнал «Гуманитарные науки в Сибири». Издаётся с января 1994 г. Выходит четыре раза в год. Учредители: Сибирское отделение РАН; Объединённый учёный совет по гуманитарным наукам.
- Научный журнал «Философия образования» — издаётся с 2002 года, учредители: Новосибирский государственный педагогический университет, Институт философии и права СО РАН[10].
- Гуманитарный альманах «Человек.ru» — издаётся с 2005 года, учредители: Новосибирский государственный университет экономики и управления «НИНХ», Институт философии и права СО РАН (с 2018 г.)[11].
- Ежеквартальный научно-теоретический журнал «Respublica Literaria» — издается с 2020 года, учредитель: Институт философии и права СО РАН[12].

### История института[1]
- Бессонов А.В.,  Карпович В.Н.,  Целищев В.В. Аналитическая философия в Новосибирском научном центре // Гуманитарные науки в Сибири. 2007. № 1. С. 3-7.
- Берестов И.В., Горан В.П. Историко-философские исследования в Новосибирском научном центре СО РАН // Гуманитарные науки в Сибири. 2007. № 1. С. 11.
- Куперштох Н.А. 40 лет Объединенному институту истории, филологии и философии СО РАН (1966). — Календарь знаменательных и памятных дат по Новосибирской области, 2006 год. — Новосибирск: Новосиб. гос. обл. науч. б-ка, 2005. 136 с.  С. 107-109.
- Мочалова И.Н. Personalia. К 70-летию со дня рождения (беседа с В. П. Гораном) // Вестник Ленинградского государственного университета им. А.С. Пушкина. Серия: Философия. 2010. С. 223–232.
- Розова С.С. Домашний семинар по эпистемологии и философии науки в Новосибирском Академгородке как способ сохранения философских традиций // Наука. Философия. Общество: материалы V Российского философского конгресса. Новосибирск: Параллель, 2009. С. 137-138.
- Соскин В.Л. У истоков академической гуманитарной науки в Новосибирске // Гуманитарные науки в Сибири. Серия: Отечественная история. 1997. № 2. С. 34.
- Философское антиковедение в Новосибирском научном центре. Аннотированная библиография 1984-2021 / Издание подготовили Е.В. Афонасин и М.Н. Вольф. - Новосибирск, 2021. - 130 с. - С. 7-19.
- Целищев В.В. Нет счастья для философа // Городок.ru. Новосибирский Академгородок на пороге третьего тысячелетия. Новосибирск, 2003. С. 199.